# St.-Jakob-Kloster (Creuzburg)
Das St.-Jakob-Kloster der Augustiner-Chorfrauen befand sich in Creuzburg (Thüringen). 

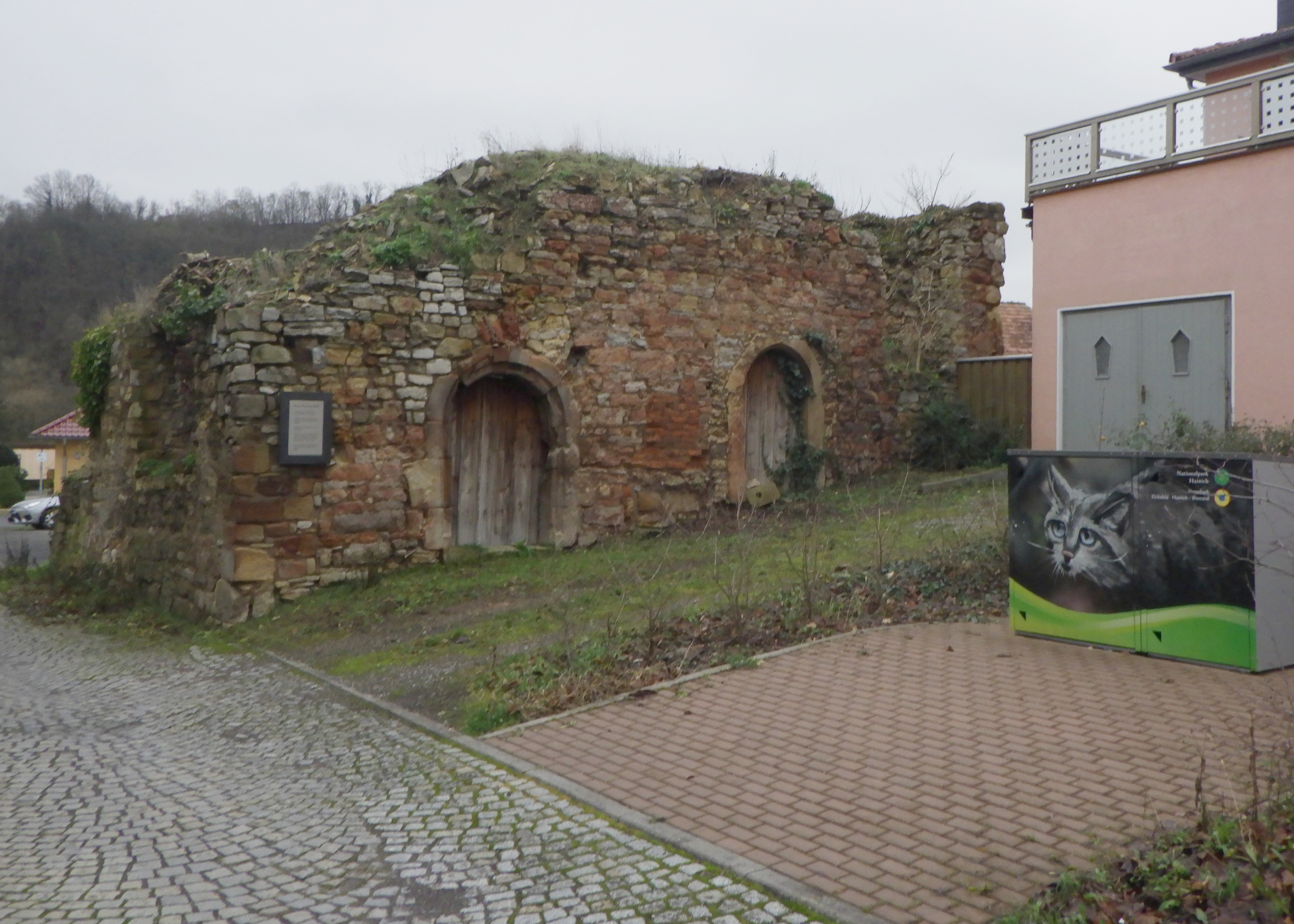
Rest eines Nebengebäudes des Klosters, beim Marktplatz von Creuzburg

## Geschichte
Das Kloster wurde etwa 1172/1173 gegründet durch Landgraf Ludwig II. Er erwarb 1170 das Allod Creuzburg im Austausch gegen hessische Güter und stiftete das neue Kloster als Ersatz für das aufgelöste Benediktinerkloster St. Peter.
Das Peterskloster soll der Sage nach von Bonifatius gegründet worden sein. Es wurde aufgelöst, nachdem der Landgraf Ludwig II. auf dem Berg eine Burg errichten ließ. Alle Güter, Rechte und Zinsen des Petersklosters sollen daraufhin dem neuen St.-Jakob-Kloster verliehen worden sein.
Das St.-Jakob-Kloster lag etwas außerhalb der Stadt Creuzburg beim nördlichen Stadttor („Klostertor“) nahe der Werra. In ihm lebten viele Angehörige adeliger Familien der näheren Umgebung, wie z. B. den von Nesselröden oder den von Hundelshausen. Auch innerhalb der Stadtmauern existierten Gebäude des Klosters, so die heute noch am Ostrand des Plan befindliche romanische Ruine und die Straßenbezeichnung „Nonnengasse“.
Der letzte Propst dieses Klosters, Johann Craemer, verfasste eine lateinische Chronik, die Christian Franz Paullini in seinem Werk Rerum et antiquitatum germanicarum syntagma abdruckte.
Im Bauernkrieg wurde das Kloster geplündert. Die Nonnen retteten sich auf die Burg oder versteckten sich in den Häusern von Creuzburger Bürgern. Im Jahre 1532 erfolgte die Sequestration des St.-Jakob-Klosters.
Die Stadtbevölkerung nutze die 1542 durch Kurfürst Johann Friedrich I. angebotene Pfändung der Klosterländereien für 1000 Gulden und einen jährlichen Zins von 100 Gulden. Bis 1550 erwarb der Magistrat der Stadt in mehreren Schritten den Grundbesitz und Ländereien des ehemaligen Klosters. Die Klostergüter wurden durch verschiedene Familien genutzt, wie z. B. den von Harstall oder der Familie Urbich. Das ehemalige Hauptgebäude des Klosters ließ Urbich 1667 zu einem Wohnhaus umbauen, die mittelalterlichen Fensteröffnungen wurden zugemauert, auf der westlichen Giebelseite blieb ein eingemauertes Kreuz erhalten, der Kreuzgang auf der Nordseite wurde abgebrochen, dort war auch eine romanische Fensteröffnung verblieben. Der verheerende Stadtbrand des Jahres 1765 erfasste auch das Klostergelände und hatte den Abbruch der Nebengebäude zur Folge. Ein Kellergewölbe im Hauptgebäude wurde von der Stadt als provisorisches Gefängnis genutzt. Die Zerstörungen des Zweiten Weltkrieges erfassten auch den Bereich der im 19. Jahrhundert entstandenen Schankwirtschaft Klostergarten. Von den Klostergebäuden ist heute nichts mehr erhalten. An ihre Existenz erinnern heute die „Klosterstraße“, das Restaurant „Klostergarten“, das sich auf dem Gelände des einstigen Klosters befindet, sowie das benachbarte „Klosterholz“ (ein Wäldchen).

## Priorinnen und Nonnen
- Hedwig von Nesselröden (1403, 1469/1479/1489)
- Kunegund von Nesselröden (1497)
- Jutta von Hundelshausen (um 1498)
- Gertrud von Hundelshausen (1500/1504/1505)
- Maria Ebersweyn (1524)

## Pröpste
- Ludwig (Liborius) von Nesselröden (vorletzter Propst)
- Johann Craemer (1514, letzter Propst)

## Siegel
Das Klostersiegel trägt die Umschrift „sigillum conventus in cruzeburg“ und zeigt den Heiligen Jakobus mit Hut, Muschel, Buch und Pilgerstab, daneben eine kniende Gestalt und den Namen „St. Jakobus“.